# حرب الاستقلال الإريترية
حرب الاستقلال الإريترية (1 سبتمبر 1961 - 29 مايو 1991) كانت صراع مدمرا بين الحكومة الإثيوبية و الانفصاليين الإريتريين و تزامن مع الحرب الأهلية الإثيوبية. بعد الانقلاب الماركسي اللينيني في إثيوبيا، تم إلغاء حالة الحكم الذاتي لإريتريا مما ولد هذه الحرب. انتهت الحرب بسيطرة الجبهة الشعبية الثورية الديمقراطية الإثيوبية (EPRDF) على الحكم في إثيوبيا و هزيمة الجبهة الشعبية لتحرير إريتريا للقوات الإثيوبية. في أبريل 1993, في استفتاء شعبي بدعم من إثيوبيا، صوت الشعب الإريتري بالإجماع تقريبا في صالح الاستقلال ورسميا أصبحت إريتريا دولة مستقلة ذات سيادة واكتسبت الاعتراف الدولي في العام نفسه. الجماعات المتمردة الرئيسية, جبهة التحرير الإريترية (ELF) و الجبهة الشعبية لتحرير إريتريا قاتلتا في اثنين من الحروب الأهلية الإريترية وأكبرهما دموية هي الأولى خلال حرب الاستقلال.
بعد الحرب العالمية الثانية أصبحت إرتريا جزءاً من إثيوپيا، عندما تحررت كليهما من الاحتلال الإيطالي. زعمت إثيوپيا أن إرتريا كانت جزءاً من إثيوپيا. تحققت أمنيات إثيوپيا بعدما ضمت الجمعية العامة للأمم المتحدة إرتريا كمقاطعة إلى إثيوپيا في أوائل 1950. في أعقاب الانقلاب الماركسي-اللنيني في إثيوپيا عام 1974 والذي بنظامها الملكي العريق، تمتع الإثيوپيين بدعم الاتحاد السوڤيتي حتى نهاية الثمانينيات، عندما بدأت الگلاسنوست والپرسترويكا في التأثير على السياسات الخارجية لموسكو، مما تجلى في سحب المساعدة.
استمرت الحرب 30 عاماً حتى عام 1991 عندما هزمت جبهة التحرير الشعبية الإرترية القوات الإثيوپية في إرتريا، وسيطرت الجبهة الشعبية لتحرير تگراي بمساعدة جبهة التحرير الشعبية الإرترية على إثيوپيا. في أبريل 1993، في استفتاء مدعوم من إثيوپيا، صوت الشعب الإرتري بالإجماع لصالح الانفصال. في العام نفسه تم الاعتراف الرسمي بإرتريا كدولة مستقلة وسيادية. المجموعتان المتمردتان الرئيسيتان، جبهة الحرير الإرترية وجبهة التحرير الشعبية الإرترية قاتلت في الحروب الأهلية الإرترية أثناء حرب التحرير.

## خلفية تاريخية
استعمر الإيطاليون إريتريا في 1890. في 1936، إيطاليا غزت إثيوبيا و أعلنتها جزء من الإدارة الأفريقية في الإمبراطورية الاستعمارية الإيطالية، التي تسمى أيضا بشرق أفريقيا الإيطالية. الصومال الإيطالي أيضا أصبح جزء من هذا الكيان وأصبحت هناك إدارة إيطالية موحدة في شرق أفريقيا. بعد احتلالها من قبل قوات الحلفاء في 1941, شرق أفريقيا الإيطالية أصبحت مقسمة. إثيوبيا استعادت سابقا الأراضي الإثيوبية المحتلة السابقة في 1941. أرض الصومال الإيطالي ظل تحت الحكم الإيطالي حتى 1960 لكن على أنه محمية، ليس مستعمرة فيما أرض الصومال البريطاني, منح له الاستقلال في عام 1960 لتشكيل دولة الصومال المستقلة. إريتريا أصبحت محمية بريطانية بعد نهاية الحرب العالمية الثانية حتى 1951. و مع ذلك كان هناك نقاش على ما يجب أن يحدث في محمية إريتريا البريطانية. المقترح البريطاني أفاد بتقسيم إريتريا وفق خطوط دينية حيث يتم ضم المسيحيين إلى إثيوبيا أما المسلمين إلى السودان لكن هذا التقسيم المقترح سبب خلاف كبيرا لأن مشكل تقسيم الدول خصوصا الدول البريطانية السابقة سبب نوعا من عدم الاستقرار الإقليمي مثل تقسيم الهند البريطانية إلى الهند وباكستان في 1947. بعد ذلك، في 1952، الأمم المتحدة قررت ضم إريتريا إلى إثيوبيا, على أمل التوفيق بين المطالبات الإثيوبية والسيادة الإريترية التي تتطلع إلى استقلال إريتريا. بعد تسع سنوات, الإمبراطور الاثيوبي هيلا سيلاسي حل الاتحاد مع إريتريا, مما أثار ثلاثين عاما من الكفاح المسلح من أجل الاستقلال.

## الثورة
خلال 1960, استقلال إريتريا ناضل من أجله جبهة التحرير الإريترية (ELF). في البداية، هذه المجموعة تحركت على حسب خطوط عرقية وجغرافية. عدد قليل من المسيحيين انضموا إلى هذه المنظمة في البداية، خوفا من الهيمنة الإسلامية. بعد تزايد القمع من إثيوبيا, سكان المرتفعات المسيحيين بدؤوا بالانضمام إلى ELF. عادة كان هؤلاء المسيحيون جزء من الطبقة العليا أو خريجي الجامعات. هذا التدفق المتزايد للمتطوعين المسيحيين دفع سكان المرتفعات المسيحية إلى الدخول في مركز القيادة الخامس. الصراعات الداخلية داخل قيادة ELF إلى جانب العنف الطائفي بين المنطقتين المسلمة والمسيحية قسمت المنظمة.

## الحرب
بدأت الحرب في 1 سبتمبر 1961 عندما قام حامد إدريس عواتي وأصحابه أطلقوا الطلقات الأولى ضد قوات الجيش والشرطة الإثيوبية في إريتريا. في عام 1962, الإمبراطور هيلا سيلاسي من جانب واحد حل الاتحاد مع إريتريا وبرلمانها الفرعي وضمها بصفة رسمية كمقاطعة عادية ليست كمقاطعة اتحادية ذات حكم ذاتي. في عام 1970 أعضاء جبهة التحرير الإريترية بدؤوا يسقطون واحدا تلو الآخر وعدة مجموعات انفصلت عن ELF. خلال هذا الوقت، هذه المجموعات اتحدت لتشكيل الجبهة الشعبية لتحرير إريتريا (EPLF) و خاضت هي و ELF حرب أهلية مريرة. المنظمتان أجبرتا بضغط الإرادة الشعبية على التوفيق بين عملياتهما في عام 1974 ضد إثيوبيا. في عام 1974, الإمبراطور هيلا سيلاسي أطيح به في انقلاب عسكري. الحكومة الإثيوبية الجديدة أو الدرج، كانت ماركسية، التي في نهاية المطاف أصبحت تحت قيادة منجيستو هايلي مريم. نظام المجلس العسكري الإثيوبي الجديد استغرق من ثلاث إلى أربع سنوات إضافية للحصول على السيطرة الكاملة على كل أراضي إثيوبيا، إريتريا, و أجزاء من الصومال. مع هذا التغيير في الحكومة في نهاية المطاف تم الاعتراف بها على نطاق واسع وإثيوبيا أصبحت مباشرة تحت تأثير الاتحاد السوفياتي. العديد من المجموعات التي انشقت من ELF انضمت معا في 1977 و شكلت الجبهة الشعبية لتحرير إريتريا. وفي وقت متأخر من 1970, EPLF أصبحت المنظمة المسلحة الإريترية المهيمنة التي تقاتل ضد الحكومة الإثيوبية وأصبح رمضان محمد نور أكبر شخص قيادي فيها فيما أصبح أسياس أفورقي الأمين العام لحركة EPLF لكن الكثير من المعدات المستخدمة من أجل مكافحة إثيوبيا تم الحجز عليها من طرف الجيش الإثيوبي. خلال هذا الوقت، لم يتمكن المجلس العسكري الإثيوبي أو Derg أو ECM من السيطرة على السكان إلا بالقوة فقط. حيث على سبيل المثال وقع هجوم على قرية باسيك ديرا في شمال إريتريا. و في 17 نوفمبر 1970, سكان القرية كلهم تم اعتقالهم والمساجد تم إغلاقها. المباني تم تدميرها. المشتبه بهم أنهم ضحايا هذه المجازر في المقام الأول هم مسلمو إريتريا، بما في ذلك سكان قرى شعيب، هيرجيغو, إلباريد، وبلدة أم هاجر والمجازر أيضا طالت بعض المناطق المسيحية أيضا. في 1977, الجبهة الشعبية بدأت استعداداتها لطرد الإثيوبيين من إريتريا، مستفدين من انشغال الإثيوبيين بالحرب الأهلية وحرب أوغادين التي ستندلع بالغزو الصومالي للمنطقة. لكن في تحول مثير، تمكن ECM من صد التوغل الصومالي، بفضل الجسر الجوي واسع النطاق من الاتحاد السوفيتي وأسلحته. بعد ذلك، باستخدام قوى عاملة كبيرة ومعدات عسكرية تم السيطرة عليها في الحملة الصومالية على أوغادين، الجيش الإثيوبي هاجم قوات EPLF مما أدى إلى تراجعها إلى الأدغال. هذا كان بارزا في معركة بارنتو ومعركة مصوع. بين 1978 و 1986, قوات Derg أطلقت ثماني هجمات رئيسية ضد حركات الاستقلال لكن كلها فشلت بسبب حرب العصابات. في عام 1988, مع معركة أفابيت, EPLF استطاعت السيطرة على أفابيت والمناطق المحيطة بها، ثم مقر الجيش الإثيوبي في شمال شرق إريتريا، مما دفعه إلى الانسحاب من حامياته في إريتريا بغرب الأراضي المنخفضة الإريترية. مقاتلي EPLF انتقلوا إلى كيرين، ثاني أكبر مدينة في إريتريا وفي الوقت نفسه المجموعات المنشقة الأخرى عن EPLF و ELF كانت تحرز تقدما في جميع أنحاء إثيوبيا أثناء الحرب الأهلية. في هذا الصراع، إثيوبيا استخدمت غاز النابالم والغازات الحارقة الأخرى. في نهاية من 1980, الاتحاد السوفيتي جدد دعمه لمنجيستو لكنه فجأة توقف والروح المعنوية للجيش الإثيوبي انخفضت، و EPLF جنبا إلى جنب مع غيرها من قوات المتمردين الإثيوبية، بدأت بالتنسيق فيما بينها للإطاحة بمنجيستو والنظام الماركسي في المقام الأول هاته القوات تكونت من جبهات التحرير القبلية مثل جبهة تحرير أورومو، الجبهة الشعبية لتحرير تيغراي التي قاتلت إلى جنب EPLF في الحروب الأهلية الإريترية، والجبهة الشعبية الثورية الديمقراطية الإثيوبية التي سيطرت مع المجموعات الأخرى على أجزاء من محافظات وولو وشيوا في إثيوبيا.

## محادثات السلام
رئيس الولايات المتحدة السابق جيمي كارتر، مع مساعدة من بعض المسؤولين الحكوميين ومسؤولي الأمم المتحدة، حاولوا التوسط في محادثات السلام مع EPLF , التي استضافها مركز كارتر الرئاسي في أتلانتا جورجيا في سبتمبر 1989. أشغاري يغليتو، نائب رئيس الوزراء لجمهورية إثيوبيا الديمقراطية الشعبية (PDRE), ساعد في المفاوضات التي وقعت في نوفمبر 1989 و التي أدت إلى اتفاق سلام مع الجبهة الشعبية لتحرير إريتريا في نيروبي جنبا إلى جنب مع جيمي كارتر وأمين آل محمد الصيد. ومع ذلك، بعد وقت قصير من التوقيع على الاتفاق تم استئناف العمليات العدائية. يغليتو أيضا تفاوض بصفته رئيس الحكومة الإثيوبية مع زعيم الجبهة الشعبية لتحرير تيغراي ميليس زيناوي في نوفمبر تشرين الثاني 1989 و مارس 1990 في روما، كما حاول قيادة الوفد الاثيوبي في محادثات السلام مع EPLF في واشنطن العاصمة حتى مارس 1991.

## النتائج
بعد انتهاء الحرب الباردة، الولايات المتحدة لعبت دورا تيسيريا في محادثات السلام في واشنطن العاصمة خلال الأشهر التي سبقت مايو 1991 و التي أدت إلى سقوط نظام منجيستو هايله مريم. في منتصف مايو، منجيستو استقال من منصبه كرئيس الحكومة الاثيوبية وذهب إلى المنفى في زيمبابوي و أنشأت حكومة مؤقتة في أديس أبابا. في الأخير هزمت القوات الاثيوبية في إريتريا، وحضرت EPLF بصفة مراقب في المحادثات مع الحكومة الانتقالية الجديدة الإثيوبية فيما يتعلق بعلاقة إريتريا مع إثيوبيا والتي أدت إلى اعتراف الاثيوبيين بحق تقرير الإريتريين لمصريهم من خلال استفتاء شعبي على الاستقلال. الاستفتاء قام في أبريل 1993 و فيه صوت الشعب الإريتري بالإجماع تقريبا لصالح الاستقلال وتم التحقق من ذلك من طرف بعثة مراقبي الأمم المتحدة للتحقق من استفتاء تقرير المصير في إريتريا (UNOVER) و في 28 مايو 1993, الجمعية العامة للأمم المتحدة رسميا اعترفت بدولة إريتريا وبعضويتها فيها وكانت نتائج الاستفتاء هي أن %99.79 من الإريتريين صوتوا لصالح الاستقلال و %0.17 فقط رفضوه.
| المنطقة       | هل تريد أن تصبح إرتريا دولة مستقلة وسيادية؟ | هل تريد أن تصبح إرتريا دولة مستقلة وسيادية؟ | هل تريد أن تصبح إرتريا دولة مستقلة وسيادية؟ | Total   |
| المنطقة       | نعم                                         | لا                                          | غير معدود                                   | Total   |
| ------------- | ------------------------------------------- | ------------------------------------------- | ------------------------------------------- | ------- |
| أسمرة         | 128,443                                     | 144                                         | 33                                          | 128,620 |
| بركة          | 4,425                                       | 47                                          | 0                                           | 4,472   |
| دنكاليا       | 25,907                                      | 91                                          | 29                                          | 26,027  |
| گاشت-ستيت     | 73,236                                      | 270                                         | 0                                           | 73,506  |
| حماسين        | 76,654                                      | 59                                          | 3                                           | 76,716  |
| أكله گزاي     | 92,465                                      | 147                                         | 22                                          | 92,634  |
| الساحل        | 51,015                                      | 141                                         | 31                                          | 51,187  |
| سمهر          | 33,596                                      | 113                                         | 41                                          | 33,750  |
| Seraye        | 124,725                                     | 72                                          | 12                                          | 124,809 |
| سنحيت         | 78,513                                      | 26                                          | 1                                           | 78,540  |
| مقاتلو الحرية | 77,512                                      | 21                                          | 46                                          | 77,579  |
| السودان       | 153,706                                     | 352                                         | 0                                           | 154,058 |
| إثيوپيا       | 57,466                                      | 204                                         | 36                                          | 57,706  |
| أخرى          | 82,597                                      | 135                                         | 74                                          | 82,806  |
| %             | 99.79                                       | 0.17                                        | 0.03                                        |         |